# 義務投票制
義務投票制（ぎむとうひょうせい、英語: compulsory voting）は、選挙において投票すること（または投票所へ行くこと）を有権者に対して法律上義務付ける制度。
義務投票制度または強制投票制（度）ともよばれる。対義語は任意投票制（にんいとうひょうせい）。

## 概要
有効な投票をすることを義務付けた場合でも、秘密投票制の下では投ぜられた票が有効なものであるかどうかの特定は困難であり、実際には無効票を投じても罰せられることはない。違反者に対する罰則およびその適用は、国によりまちまちである。罰則の種類は、罰金、入獄、選挙人名簿からの抹消など多様だが、罰則の定めが全くない国もある。また、罰則の適用レベルもまちまちであり、厳格に適用する国もあれば、全く適用しない国もある。したがって、義務投票制が投票率に与える効果も、国によってまちまちである。しかし、罰金のように有意性のある罰則を定めこれを厳格に適用している国においては、投票率が非常に高い傾向にある。
先進国における代表例として挙げられるオーストラリアでは、正当な理由なく投票しなかった有権者に対する罰金は20豪ドル（およそ2000円）であり、選挙管理当局が各選挙後に不投票者に対する調査と罰金支払い要求とを体系的に実施している。不投票者が罰金の支払い要求に応じずに起訴されて裁判で有罪となると、50豪ドル（およそ5000円）以下の罰金が課せられるが、さらに裁判所から裁判費用の負担も要求される。オーストラリアでは、1924年の義務投票制採用以来、投票率は選挙人名簿登録者数の90%程度という高い水準で安定している。

## 義務投票制を採用している国
| 態様                             | 国名               | 制度の内容 |
| -------------------------------- | ------------------ | --- |
| 罰則適用の厳格な国               | ウルグアイ         | 罰則は、罰金・権利の一部制限。罰則適用は、厳格。 |
| 罰則適用の厳格な国               | キプロス           | 罰則は、罰金（500キプロス・ポンド以下）・入獄。罰則適用は、厳格。 |
| 罰則適用の厳格な国               | オーストラリア     | 罰則は、罰金（原則20豪ドルだが、裁判所で争うと50豪ドル以下＋裁判費用も必要）。罰則適用は、厳格。 |
| 罰則適用の厳格な国               | シンガポール       | 罰則は、選挙人名簿からの抹消。棄権がやむを得ないものであったことを明示するか、50シンガポール・ドルを支払えば、選挙人名簿再登録可能。罰則適用は、厳格。 |
| 罰則適用の厳格な国               | スイス             | シャフハウゼン州のみ。州法により、連邦選挙における投票も法的義務。罰則は、罰金（3スイス・フラン）、適用は厳格。 |
| 罰則適用の厳格な国               | タイ               | 罰則は、次回の同種選挙の被選挙権剥奪。立候補受付完了後に中央選挙管理委員会で審査を行い、前回の選挙において投票していないことが明らかになると失格の措置が取られる。適用は厳格。 |
| 罰則適用の厳格な国               | 北朝鮮             | 罰則は、事実上絶対的不定期の入獄。遠洋漁業に出ている、または投票日当日海外にいる、病気により投票が不可能、逮捕・投獄されているなどの場合は対象外。投票において反対票を投じた場合も同様の措置が取られることがある。適用は極めて厳格。                                                          |
| 罰則適用の厳格な国               | ナウル             | 罰則は、罰金。罰則適用は、厳格。 |
| 罰則適用の厳格な国               | フィジー           | 罰則は、罰金・入獄。罰則適用は、厳格。 |
| 罰則適用の厳格な国               | ベルギー           | 罰則は、罰金（初回は5-10ユーロ。二回目以降は10-25ユーロ）・選挙権制限（15年間に4回以上棄権の場合は、10年間選挙資格停止）。罰則適用は、厳格。 |
| 罰則適用の厳格な国               | ルクセンブルク     | 罰則は、罰金（99-991ユーロ。初回の棄権から6年以内に再度棄権すると、重い罰金が課せられる。）。ただし、71歳以上の者と投票日に海外にいる者との投票は任意。罰則適用は、厳格（初回の棄権に対しては通常は警告文書が送られるだけだが、棄権が重なると裁判所での判決を受けることになる可能性がある）。 |
| 罰則適用が厳格でない（不明な）国 | アルゼンチン       | 罰則は、罰金（10-20ペソ）・権利の一部制限（3年間公職就任・在職禁止）。罰則適用は、厳格でない。 |
| 罰則適用が厳格でない（不明な）国 | エクアドル         | 罰則は、罰金・権利の一部制限。ただし、識字能力のない者および66歳以上の者の投票は任意。罰則適用は、厳格でない。 |
| 罰則適用が厳格でない（不明な）国 | エジプト           | 罰則は、罰金（20エジプト・ポンド）。女性の投票は任意。罰則適用レベルは、不明。 |
| 罰則適用が厳格でない（不明な）国 | ギリシャ           | 罰則は、例えば入獄（1ヶ月以下）。71歳以上の者・病弱者・投票所から200キロメートル以上離れている者の投票は任意。罰則適用は、厳格でない（現在までのところ、棄権を理由に起訴された者はいない。）。                                                                                                |
| 罰則適用が厳格でない（不明な）国 | ガボン             | 罰則は、罰金。罰則適用レベルは不明。 |
| 罰則適用が厳格でない（不明な）国 | トルコ             | 罰則は、罰金。罰則適用は、厳格でない。 |
| 罰則適用が厳格でない（不明な）国 | パナマ             | 罰則は、罰金。罰則適用レベルは不明。 |
| 罰則適用が厳格でない（不明な）国 | パラグアイ         | 罰則は、罰金。罰則適用レベルは不明。 |
| 罰則適用が厳格でない（不明な）国 | ブラジル           | 罰則は、罰金。ただし、識字能力のない者および16歳、17歳、71歳以上の者の投票は任意。罰則適用は、厳格でない。 |
| 罰則適用が厳格でない（不明な）国 | ペルー             | 罰則は、罰金（20ソル）・公共サービスの一部制限。71歳以上の者の投票は任意。罰則適用は、厳格でない。 |
| 罰則適用が厳格でない（不明な）国 | ボリビア           | 罰則は、権利の一部制限（選挙後3ヶ月間は、投票済証を持参しないと、銀行に振り込まれた給与を引き出せない。）。罰則適用レベルは、不明。 |
| 罰則適用が厳格でない（不明な）国 | モンゴル           | 罰則・適用レベルとも不明。 |
| 罰則適用が厳格でない（不明な）国 | リヒテンシュタイン | 罰則は、罰金（20スイス・フラン以下）。罰則適用は、厳格でない。 |
| 罰則が定められていない国         | イタリア           | 罰則は、なし。 |
| 罰則が定められていない国         | グアテマラ         | 罰則は、なし。 |
| 罰則が定められていない国         | コスタリカ         | 罰則は、なし。 |
| 罰則が定められていない国         | ドミニカ共和国     | 罰則は、なし。 |
| 罰則が定められていない国         | フィリピン         | 罰則は、なし。 |
| 罰則が定められていない国         | ホンジュラス       | 罰則は、なし。 |
| 罰則が定められていない国         | メキシコ           | 罰則は、なし。 |

以上は、国政レベルの議会議員選挙における義務投票制だが、そのほか、大統領選挙や国民投票における投票が義務とされている場合もある。また、地方選挙レベルでの義務投票制を、地方自治体が独自に定めている場合がある。オーストラリアにおいて、州レベル・市町村レベル選挙について、州法により義務投票制を定めている場合があるのがその一例である。

## かつて義務投票制を採用していた国（網羅的でないリスト）
- オーストリア：1992年廃止。1992年の完全廃止以前には、州法により連邦議会議員選挙における投票を義務とすることが可能であった。シュタイアーマルク州・チロル州・ファーアアルクベルク州が、1992年まで義務投票制を採用していた。また、1982年までは、大統領選挙における投票は連邦全体において義務であった。その後は、大統領選挙における投票を義務とするかどうかは、各州法にゆだねられた。2004年の大統領選挙において投票を義務としていたのはチロル州だけであったが、同年中に、チロル州においても義務投票制は廃止された。2010年の大統領選挙においては、投票を義務とする州の不在が見込まれる。
- オランダ：1917年義務投票制採用・1970年廃止。
- チリ：2011年廃止。
- ベネズエラ：1993年廃止。

## 賛成・肯定論
義務投票とは、統治している諸代表の民主的な選挙は、諸市民に憲法上、与えられた、諸代表を指名する権利ではなく、諸市民の責任である、というひとつの一般的な見解である。これら民主国家において投票するということは、被課税、陪審員としての義務、義務教育、あるいは兵役といった、同様の市民的諸責任と同類視されて、国連の『世界人権宣言』内で言及されている「社会に対する義務」（"duties to community"）（第二九条）の一つであると見なされている。この見解の主張によれば、民主国家によって統治されている全市民は、投票の義務を導入することによって、民主的な選挙で任命された政府の責任を分かち合うことになる。実際は、これは、より高い安定性、正当性、そして真正な統治の負託をおびた政府を生み出しているように見えるし、こんどはこれが、たとえ各投票者の選好した候補者・政党が政権を握っていなくても、全個人に利益をもたらす。
この概念が特に強化されるのはつぎのような場合である、すなわち、男女両性が投票を要求され、そして全有資格投票者の名簿登録を要求する法の勤勉な執行によってさらに支持される（成人と見なされ、そして住民のいかなる重要なコミュニティーをも排除することはない）場合である。
義務投票は結果としては高度の政治的正当性に終わる、という考えは、高い投票率に基づいている。オーストラリアでの経験を振り返れば、1924年以前の自発的投票は、有資格投票者の投票率の 47％ ないし 78％ にのぼった。1924年に義務連邦投票が導入されるや、この数字は 91％ ないし 96％ に跳ね上がり、有資格投票者のうちただ5％のみが名簿未登録として計上された。
ベネズエラとオランダは、義務投票から自発的参加に移行した国々である。オランダとベネズエラの最後の義務投票選挙は、それぞれ1967年と1993年であった。オランダでのその後の全国投票の投票率は、約20％減少した　英語版。ベネズエラでは、ひとたび1993年に義務が取り除かれると、投票率（attendance）が30％減少した　英語版。
義務投票の支持者らはまた、投票が投票のパラドックス（paradox of voting）を語っているとも主張しているが、これは、合理的で利己的な投票者にとっては、投票のコストは通常は、期待される利益を上回るというものである。このパラドックスは、社会的に恵まれない人々に不相応に影響を及ぼし、投票コストが高くなりがちな傾向がある。オーストラリアの学者で義務投票の支持者リサ・ヒル（Lisa Hill）は、囚人のジレンマ状況が、周辺に追いやられた市民の自発的なシステムの下で、生じていると主張している――投票を棄権することが、彼らの状況にある他者もまたそうしているという仮定の下では、限られた資源を節約するという目的のためには、彼らにとって、合理的であるようにおもわれる。しかしながら、これらは代表行為の明白な必要がある人々なのだから、この決定は非合理的である。ヒルは、義務投票の導入がこのジレンマを取り除くと主張している。
義務投票の支持者らはまた、秘密投票は、選挙の投票を投票者に強制することで投票所へのアクセスの干渉を取り除き、天候、輸送機関、制限的な雇用主といった外部要因が及ぼすようなインパクトを軽減し、実際に投じられる投票への干渉を防ぐように設計されているとも主張している。もし全員が投票する必要があるならば、投票の制限が特定され、それらを削除する手順が実行される。
テクノロジーのインパクトと最近の社会的トレンドは、前投票に対する、投票者の高まっている選好を示している。その場合は、投票者は、指定された投票日に責任からの解放を手配するのではなく、投票日前に自分の都合でより多くの義務を果たす。
義務投票に対するその他の認識されている利点は、一種の市民教育と政治的刺激として、より広い利益政治の刺激であり、これは、より博識な住民を作り出すが、ただし義務投票が長い間、存在したベルギーやオーストラリアの住民のほうが、投票が義務化されたことのまったくないニュージーランド、フランス、カナダ、スカンジナビア諸国の住民よりも博識で、政治的意識が高いということを立証する研究は行われていない。　英語版また、投票者を集める運動資金は必要ないため、政治における金銭の役割は減少するとも主張されている。そのうえ、運動資金が、投票者に政策を説明することに向けられることもありえる。英語版非義務投票では、政治機械の、支持者から票を引き出す能力が結果に影響するかもしれない。英語版高度な参加は、危機あるいはカリスマ的なしかし部分的に焦点を合わせたデマゴーグによって作られた、政治的不安定のリスクを減少させる。
2005年の米州開発銀行のワーキングペーパーは、厳密に執行されたときの義務投票と、ジニ係数で測定される改善された所得分配と、住民の底部所得五分位数.との間に相関関係があることを示していると称されている。しかしながら、世界の所得の不平等に関するより最近のカナダの会議委員会（Conference Board of Canada）の研究ージニ指数にも依存しているーが示すところでは、所得の不平等は、義務投票が存在したことがないスカンジナビア諸国で最低で、いっぽう義務投票法を厳格に施行しているオーストラリア、およびそれほどではないがベルギーは、義務投票が存在しないカナダ、フランス、ドイツ、スイス、オランダのような他の多くの西洋諸国よりも高い所得不平等レベルを持っている。
モナシュ大学の政治学者ウォリード・アリ（Waleed Aly）の主張によれば、義務投票が右を支持するか左を支持するかは的外れで、なぜならば義務投票の最も有利な相は、選挙に立候補する個人の度量と、彼らが下す決定の質を向上させることである：「義務選挙では、他のすべての投票者を排除してベースを活性化することは引き合いません。選挙は投票率で決定しえないので、それらは浮動投票者によって決定され、中央で勝ちます...これが、極右のオーストラリア版が、なにかヨーロッパあるいはアメリカの対応物のようなものを欠いている一つの理由です。オーストラリアにはいくつかの悪い政府がありましたが、本当に極端なものはありませんでしたし、デマゴーグに対してもそれほどまったく脆弱ではありません」（"In a compulsory election, it does not pay to energize your base to the exclusion of all other voters.Since elections cannot be determined by turnout, they are decided by swing voters and won in the center...That is one reason Australia’s version of the far right lacks anything like the power of its European or American counterparts.Australia has had some bad governments, but it hasn’t had any truly extreme ones and it isn’t nearly as vulnerable to demagogues."）

## 反対・否定論
投票は、市民の義務ではなく市民の権利と見なされる場合もある。市民は公民権（言論の自由、弁護士の権利など）を行使することができるいっぽうで、彼らは強制されていない。そのうえ、義務投票は他の諸権利を侵害するかもしれない。たとえば、たいていのキリストアデルフィアン派の信者（Christadelphians）は、政治的なイベントに参加すべきではないと考えている。彼らにむりやり投票させることは、表面上は、彼らの宗教的実践の自由を否定する。エホバの証人は投票を、それぞれの良心と、神と政府に対する責任の理解に基づいて下される個人的な決定と見なしている。多くの証人は投票せず、いっぽう中立を保ち、信仰を傷つけないように注意している。  法律はまた、なぜ人々が投票しなかったかその正当な理由を与えることを許すこともできる。
アメリカ合衆国内の法学者らの間で広く行なわれている義務投票に対する別の議論では、これが本質的には強制された言論行為で、言論の自由に違反するとしている。なぜなら、話す自由には必然的に話さ『ない』（not）自由が含まれるからである。
なかには、有権者が関心も知識も持っていない候補者に投票を強いられるという考えを支持しない人々もいる。なかには、十分な情報を持っている人々もいるかもしれないが、彼らは特定の候補者を好まない、あるいは現行の政治システムを支援したいという願望を持たないかもしれない。義務投票地域では、そのような人々はしばしば、ただ法的要件を満たすためにランダムに投票する、いわゆるロバ票（donkey vote）は、接戦で結果を変えるポテンシャルのある十分なパーセンテージを占める。（しかしながら、ロブソン・ローテーション（Robson rotation）が、ロバ票をすべての候補者に均等に分配するために使用される。）同様に、市民は、候補者の知識がまったくないままに投票するか、投票プロセスを遅らせて選挙を混乱させるために故意に投票を歪曲するか、軽薄または冗談の候補者に投票するかもしれない。このような議論はブラジルでしばしば放映されており、義務投票に対する反対は2008年の43％から2014年には61％に増加し、最近の2017年8月の選挙では10人中2人の投票者が投票を棄権した。また、優先順位付投票制を採るオーストラリアでもロバ票がよく出られ、一般的には投票用紙の順番でそのまま上からまたは下から1、2、3...のように記入される票を指す。
元オーストラリア野党指導者マーク・レイサム（Mark Latham）は、オーストラリア人に2010年の選挙のために空票を提出するようせきたてた。彼は、政府は市民に有権者の投票を強要したり、罰金で脅迫したりすべきではないと述べた。2013年のオーストラリア連邦選挙で、最高20ドルの非投票罰金の脅迫を考慮して、92％の投票率があり、6％が非公式または白紙の投票用紙を提出した。
義務投票は、ブラジルのような一部諸国の市民からますます憤慨されており、これは義務投票が執行される最大の国：2014年の最後の大統領選挙では、約3000万人の投票者、登録有権者の約21％が投票しなかった、これはブラジルが非投票者に対して執行された最も厳しい罰則のいくつかを持っているという事実にもかかわらず、である。